# Міхал Крчмарж
Міхал Крчмарж (чеськ. Michal Krčmář) — чеський біатлоніст, олімпійський медаліст, призер чемпіонатів світу. 
Срібну олімпійську медаль Крчмарж здобув у спринтерській гонці Олімпіади 2018 року в Пхьончхані. 

## Зовнішні посилання
- Сторінка на сайті Федерації біатлону України [Архівовано 12 лютого 2018 у Wayback Machine.]